# آدریانو دی لیما
آدریانو دی لیما (انگلیسی: Adriano de Lima؛ زادهٔ ۳۰ ژوئیهٔ ۱۹۸۱) بازیکن فوتبال اهل برزیل است.
از باشگاه‌هایی که در آن بازی کرده‌است می‌توان به باشگاه فوتبال اورنج کانتی بلوز اشاره کرد.